# Municipio de Perry (condado de Noble)
El municipio de Perry (en inglés: Perry Township) es un municipio ubicado en el condado de Noble en el estado estadounidense de Indiana. En el año 2010 tenía una población de 6761 habitantes y una densidad poblacional de 72,99 personas por km².

## Geografía
El municipio de Perry se encuentra ubicado en las coordenadas 41°28′47″N 85°35′47″O / 41.47972, -85.59639. Según la Oficina del Censo de los Estados Unidos, el municipio tiene una superficie total de 92.63 km², de la cual 92.42 km² corresponden a tierra firme y (0.23%) 0.21 km² es agua.

## Demografía
Según el censo de 2010, había 6761 personas residiendo en el municipio de Perry. La densidad de población era de 72,99 hab./km². De los 6761 habitantes, el municipio de Perry estaba compuesto por el 71.9% blancos, el 0.31% eran afroamericanos, el 0.19% eran amerindios, el 0.43% eran asiáticos, el 0.01% eran isleños del Pacífico, el 24.77% eran de otras razas y el 2.38% pertenecían a dos o más razas. Del total de la población el 44.89% eran hispanos o latinos de cualquier raza.